# Emléktáblák Budapest XV. kerületében
Budapest XV. kerülete szócikkhez kapcsolódó képgaléria, mely helyi, országos vagy nemzetközi hírű személyekkel, valamint épületekkel, műtárgyakkal, helynevekkel és eseményekkel összefüggő emléktáblákat tartalmaz.

## Galéria

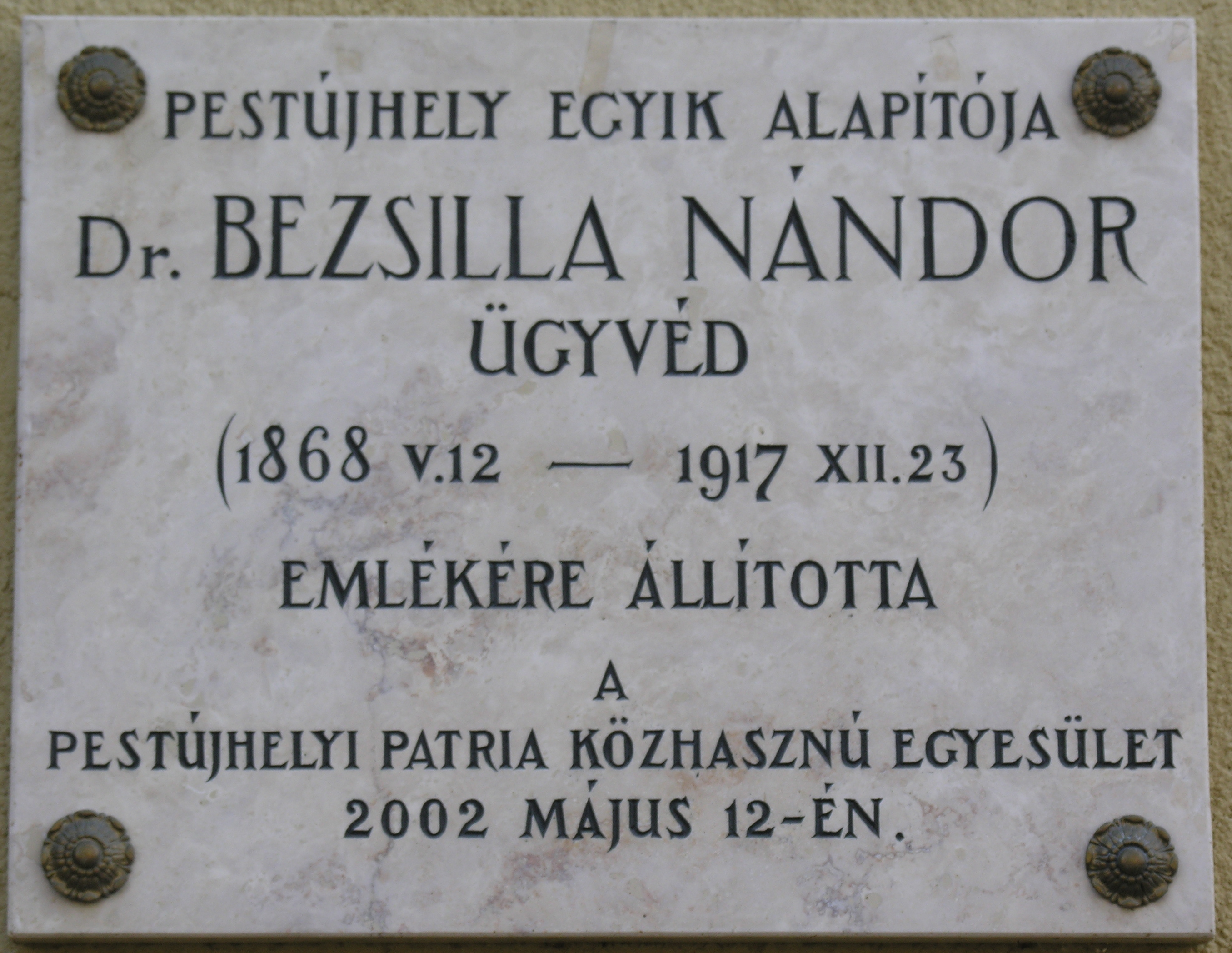
Bezsilla Nándor Pestújhelyi út 38.
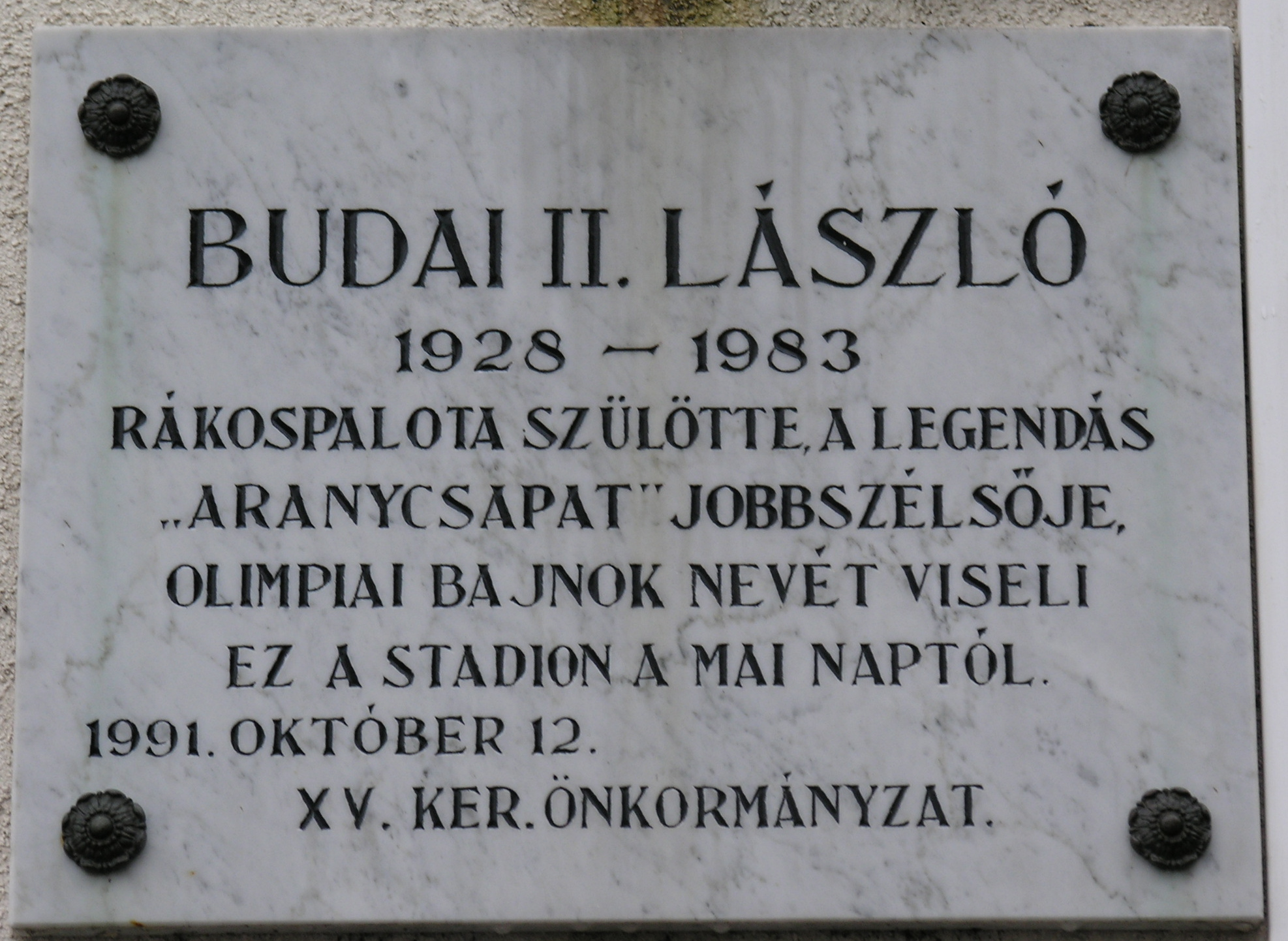
Budai II László Széchenyi tér 8-10.
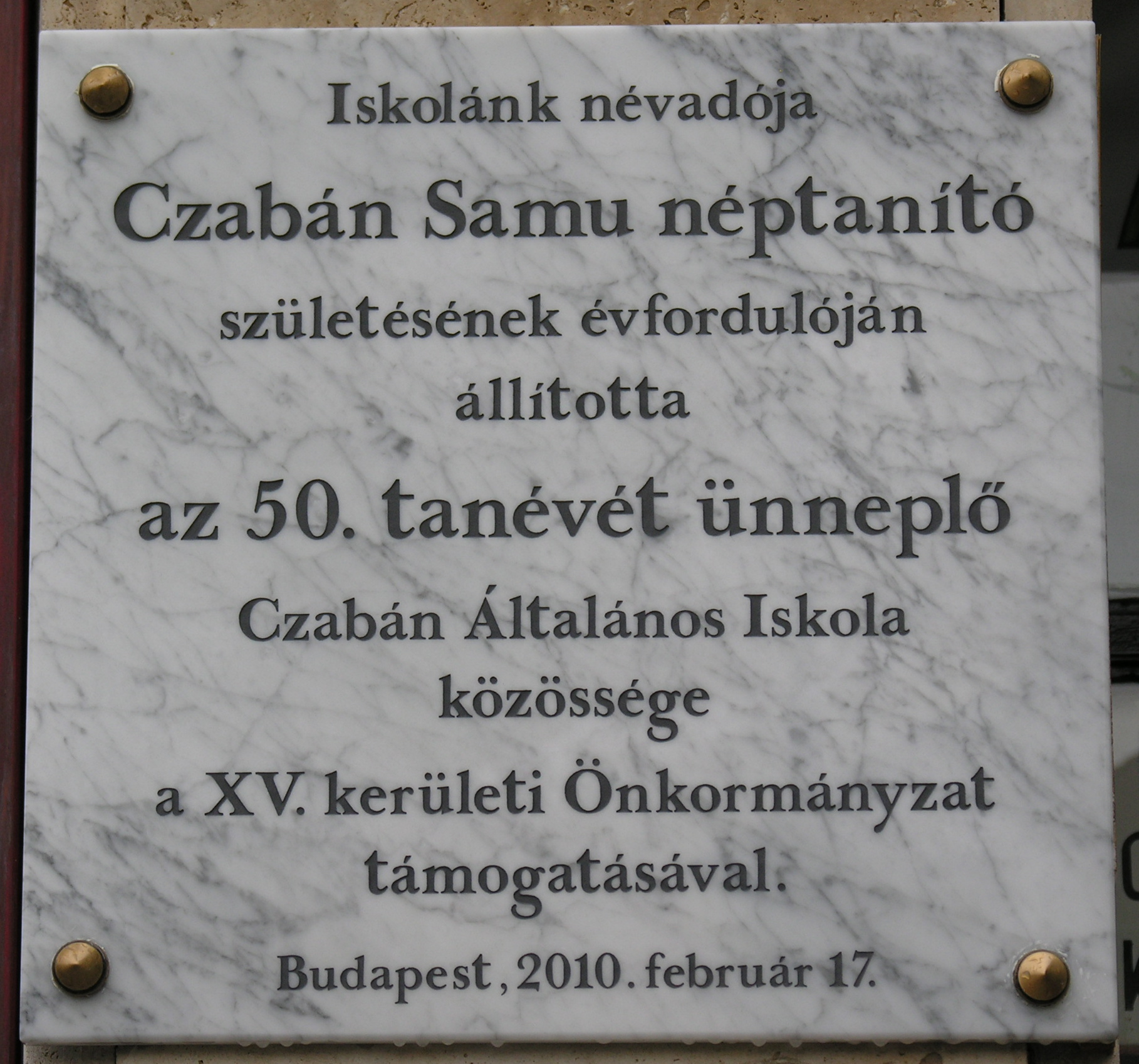
Czabán Samu Széchenyi tér 13.
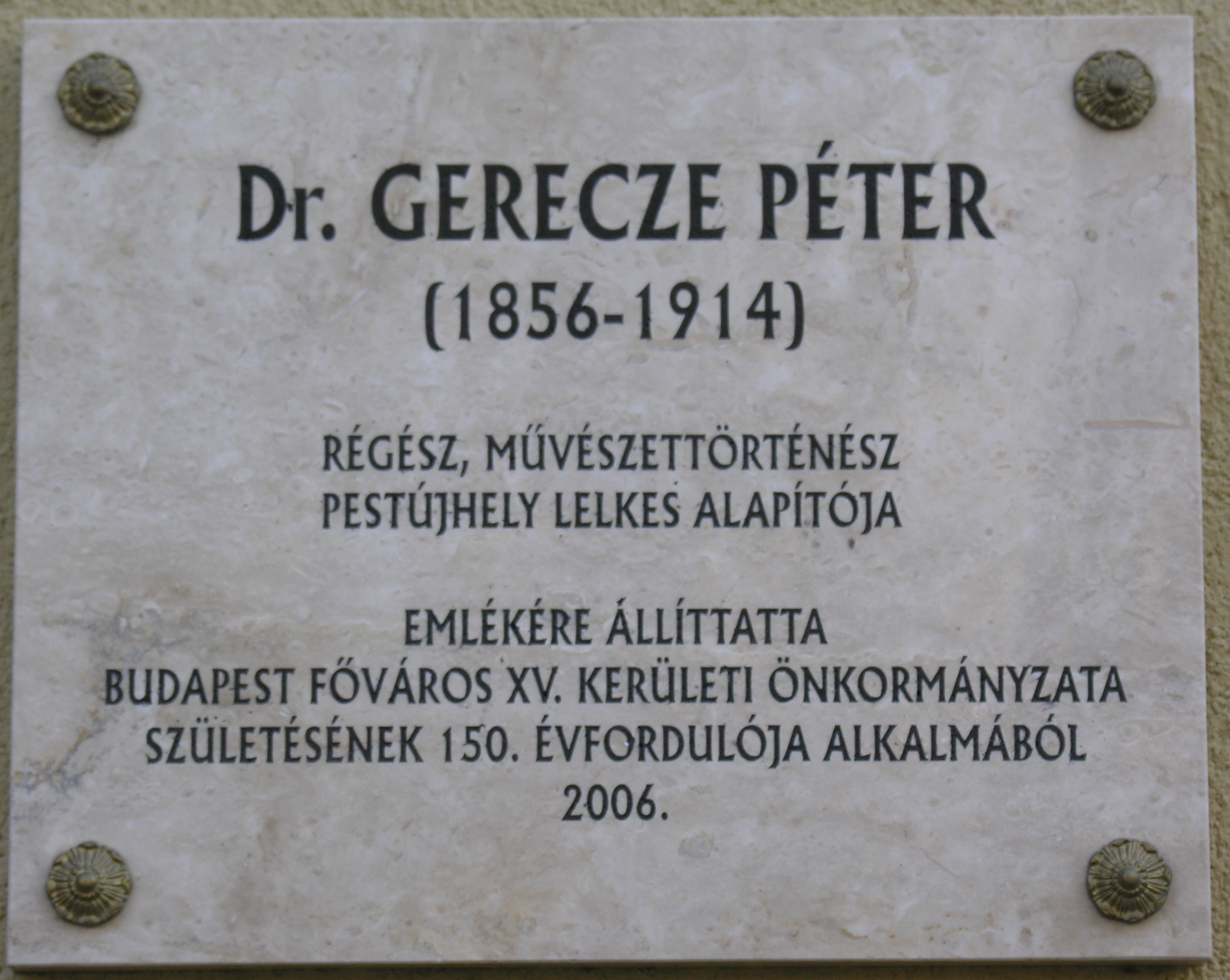
Gerecze Péter Pestújhelyi út 38.
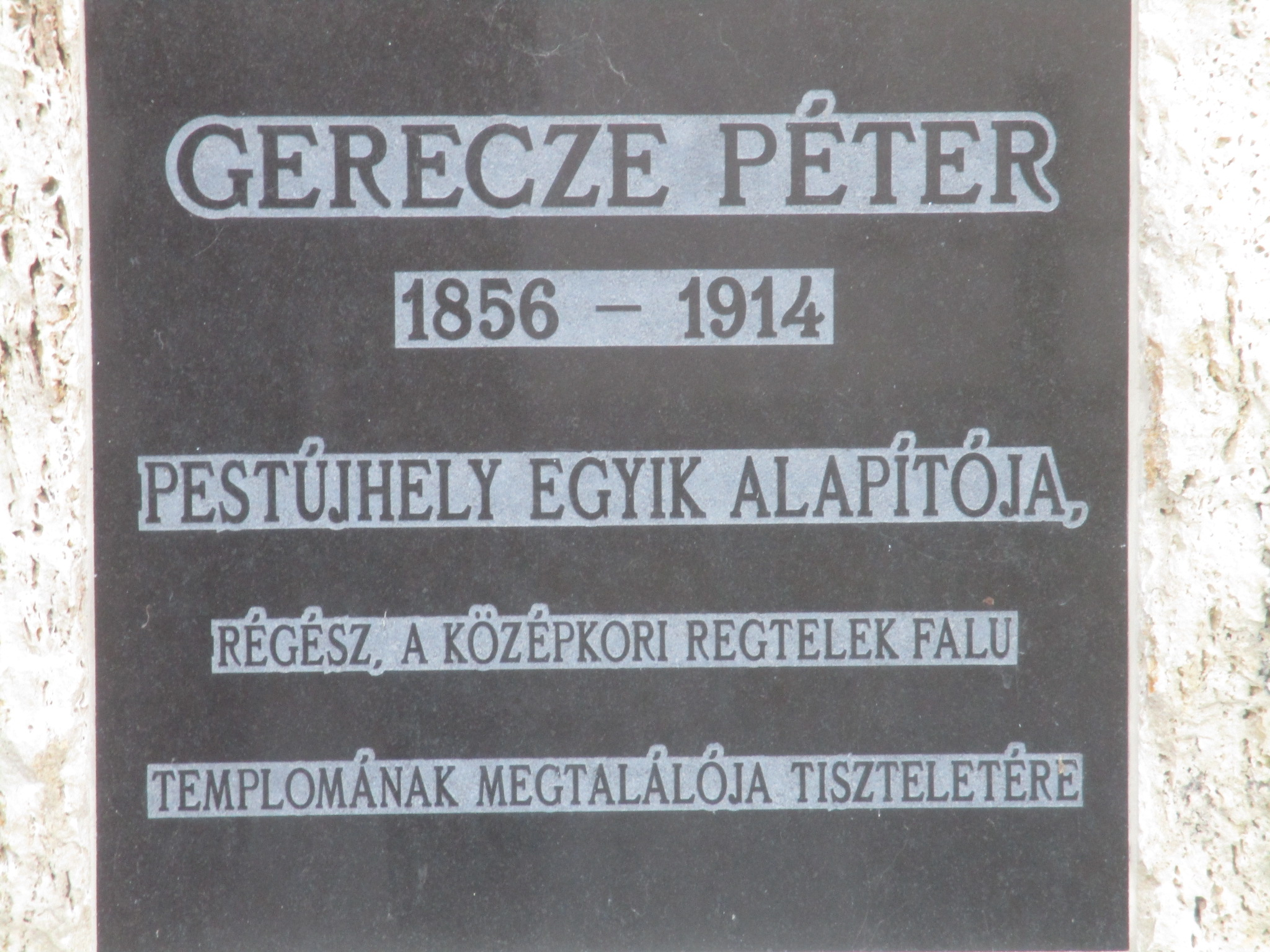
Gerecze Péter-emlékkő Őrjáró tér
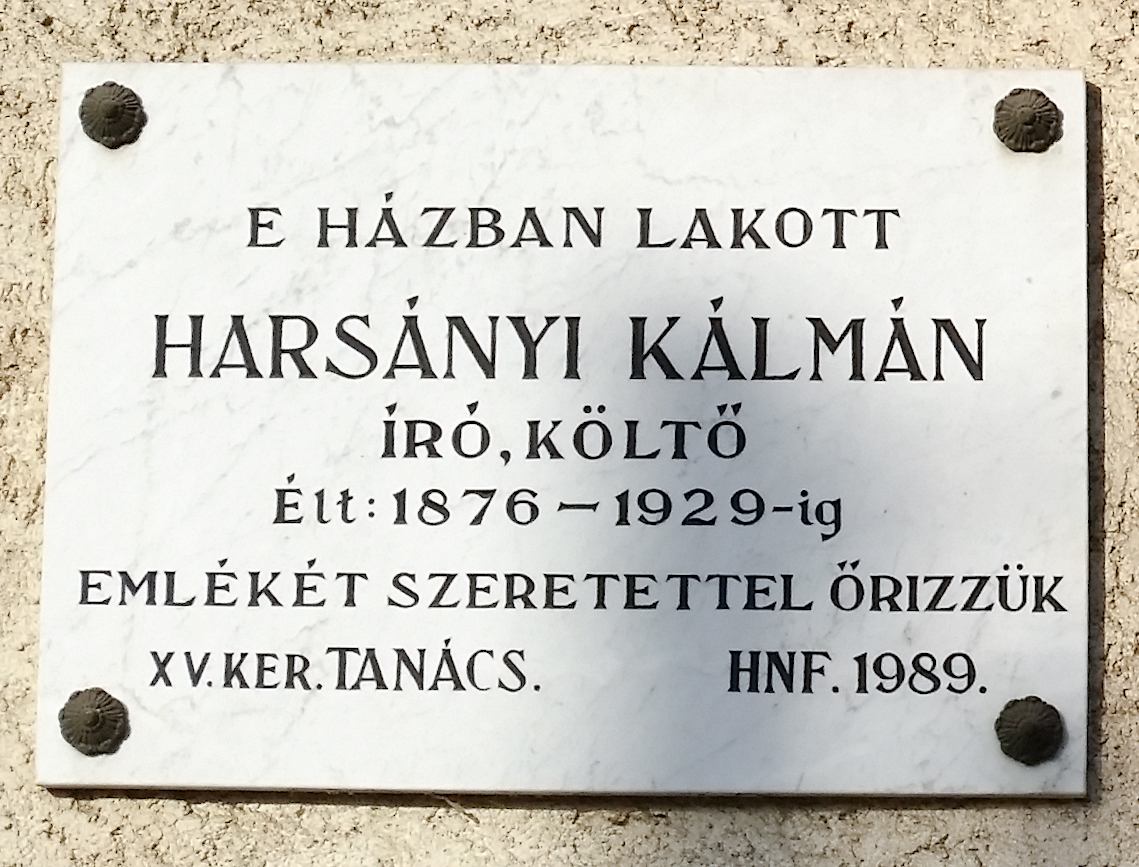
Harsányi Kálmán Batthyány utca és Bem utca sarok
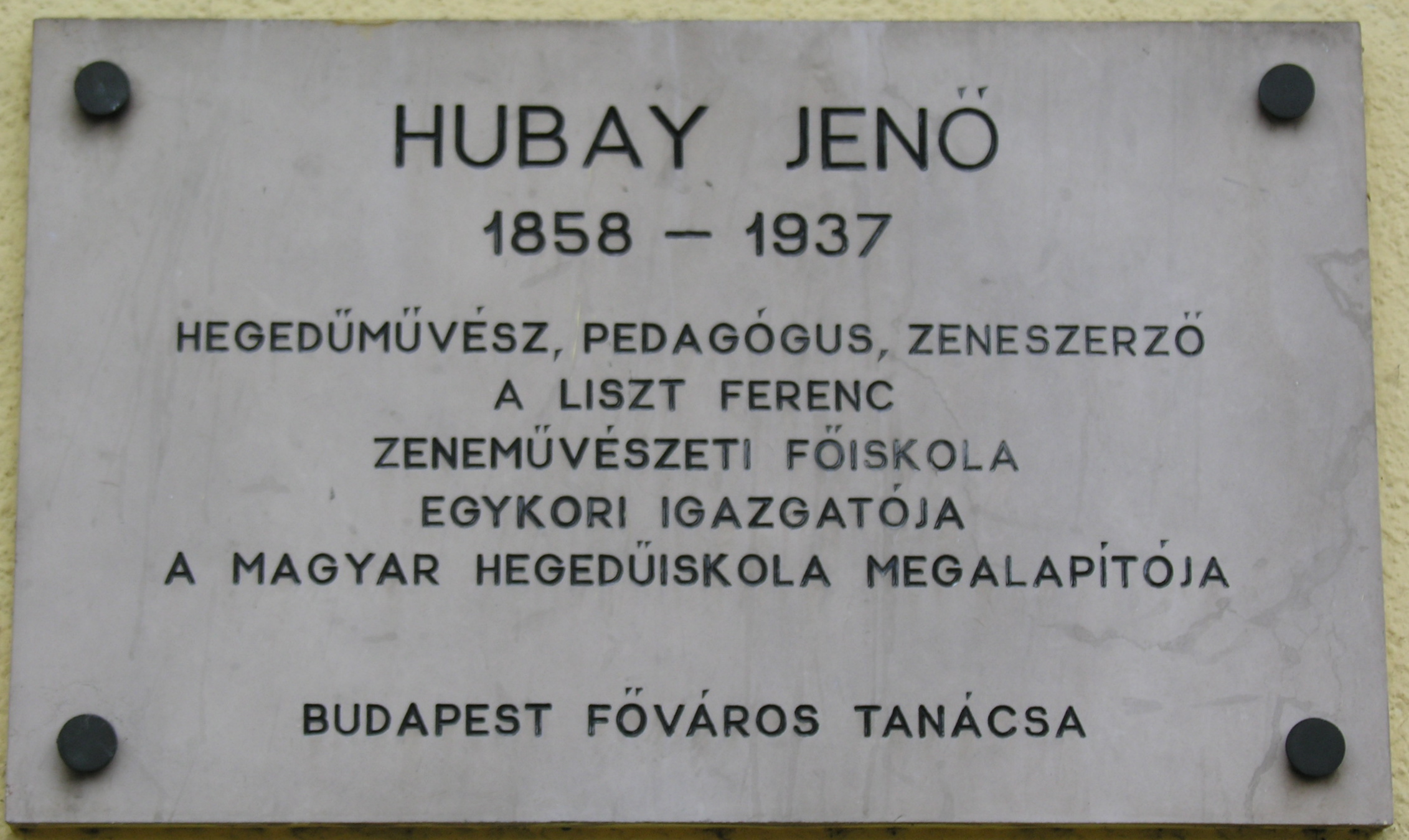
Hubay Jenő Hubay Jenő tér 1.
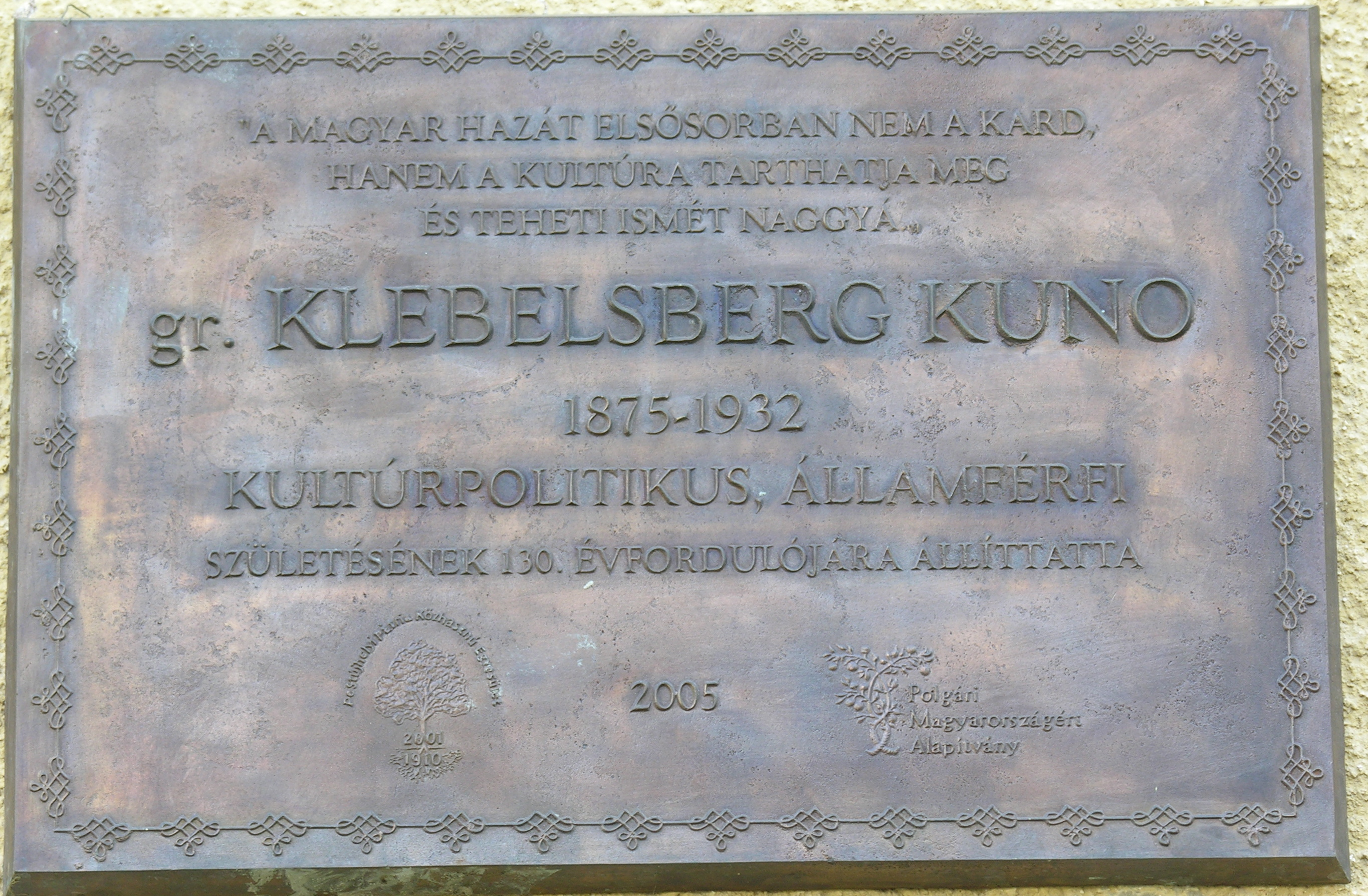
Klebelsberg Kunó Klebelsberg Kunó utca 43.
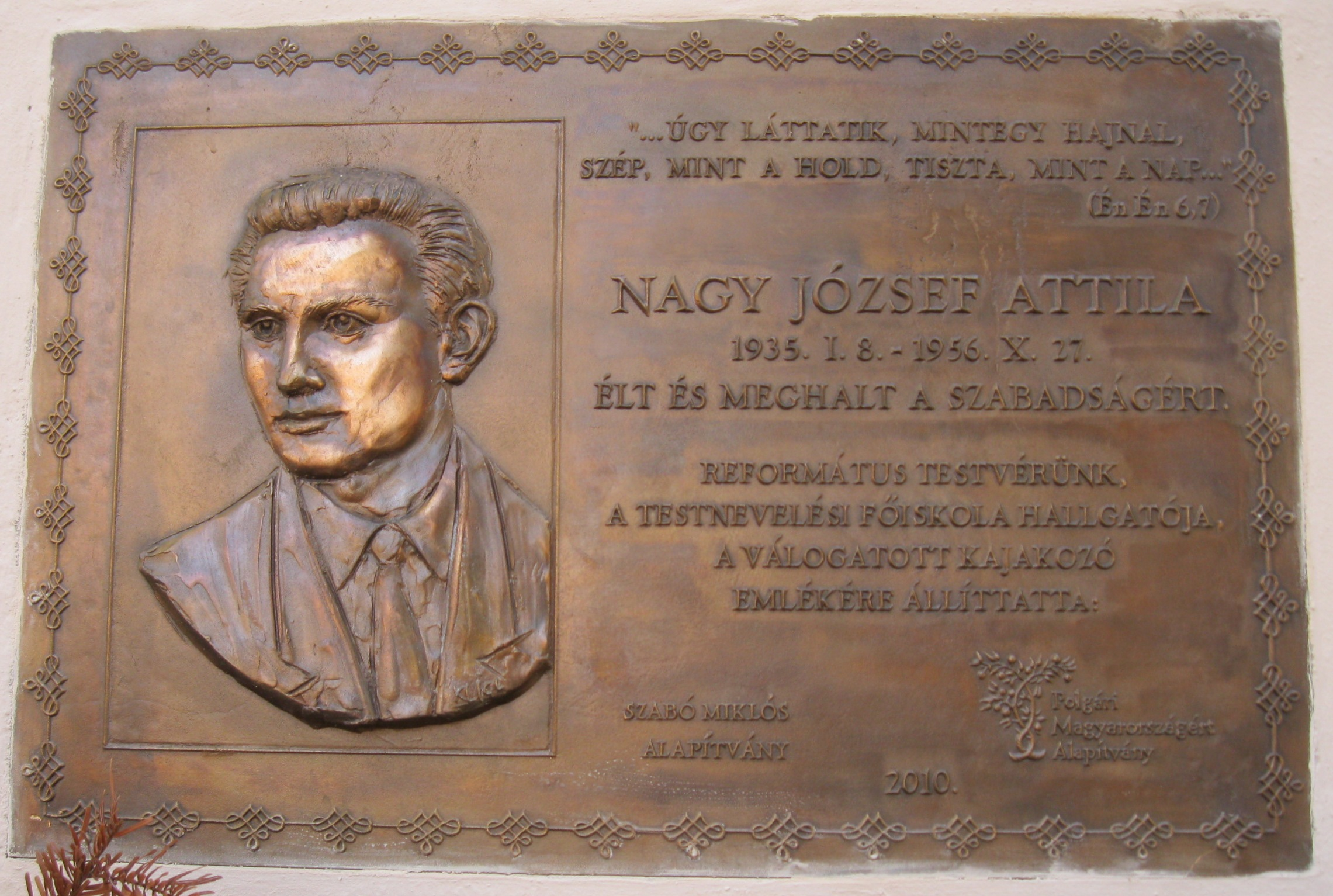
Nagy József Kinizsi utca 52.
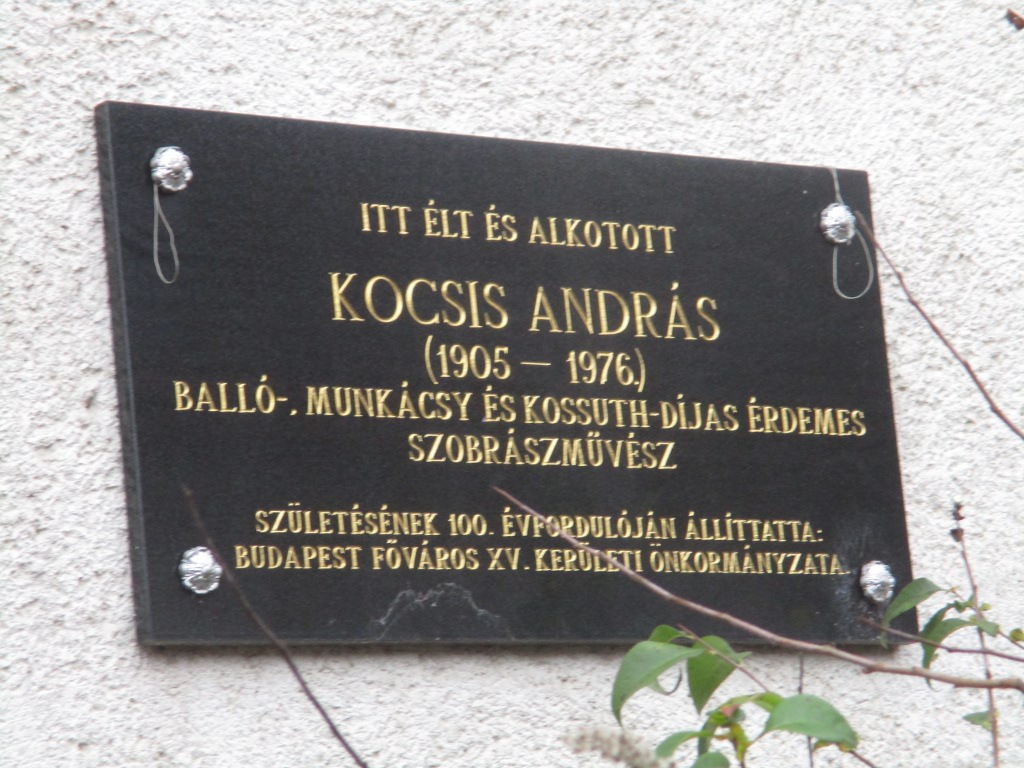
Kocsis András Batthyány utca 47/a
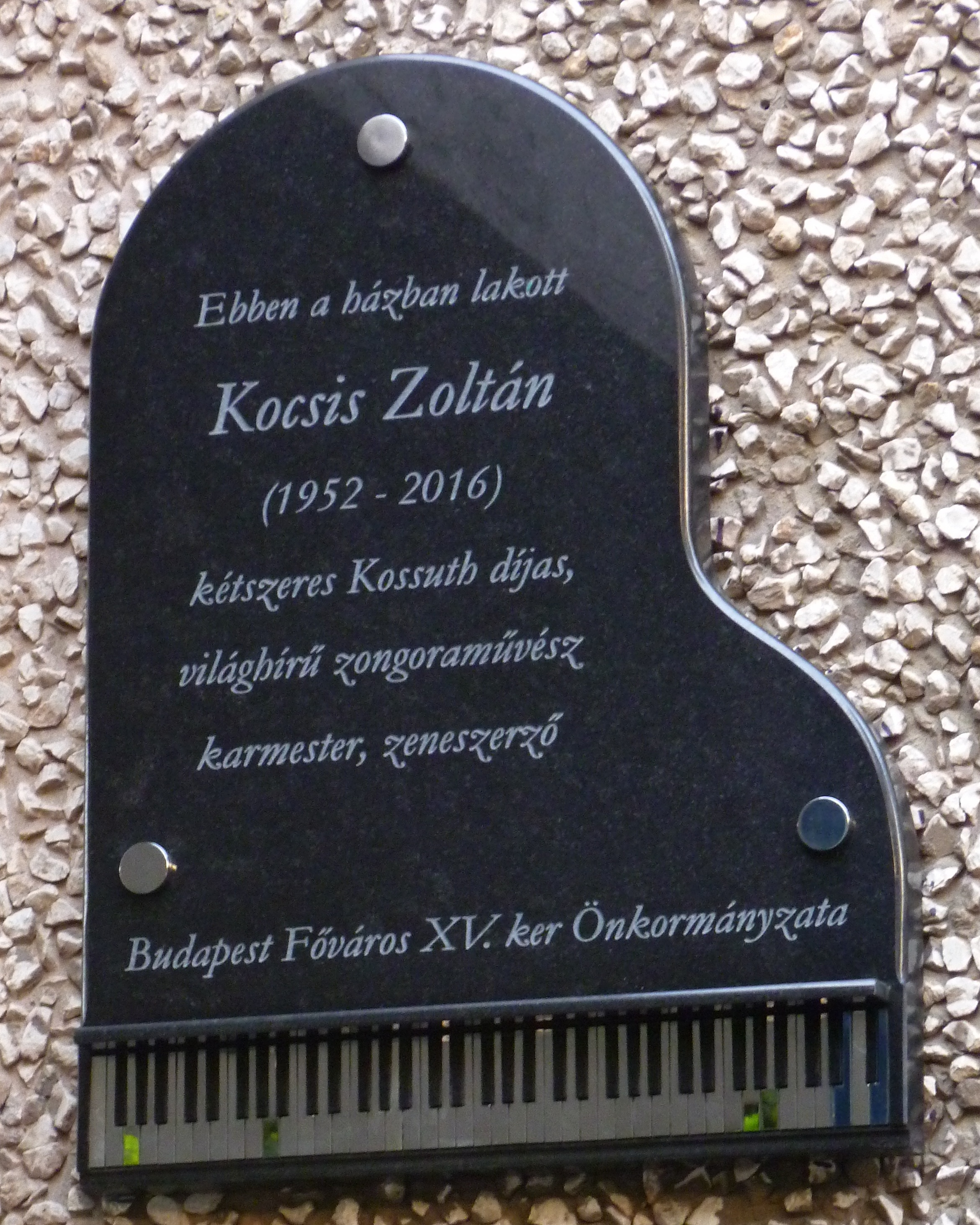
Kocsis Zoltán Nyírpalota út 33.
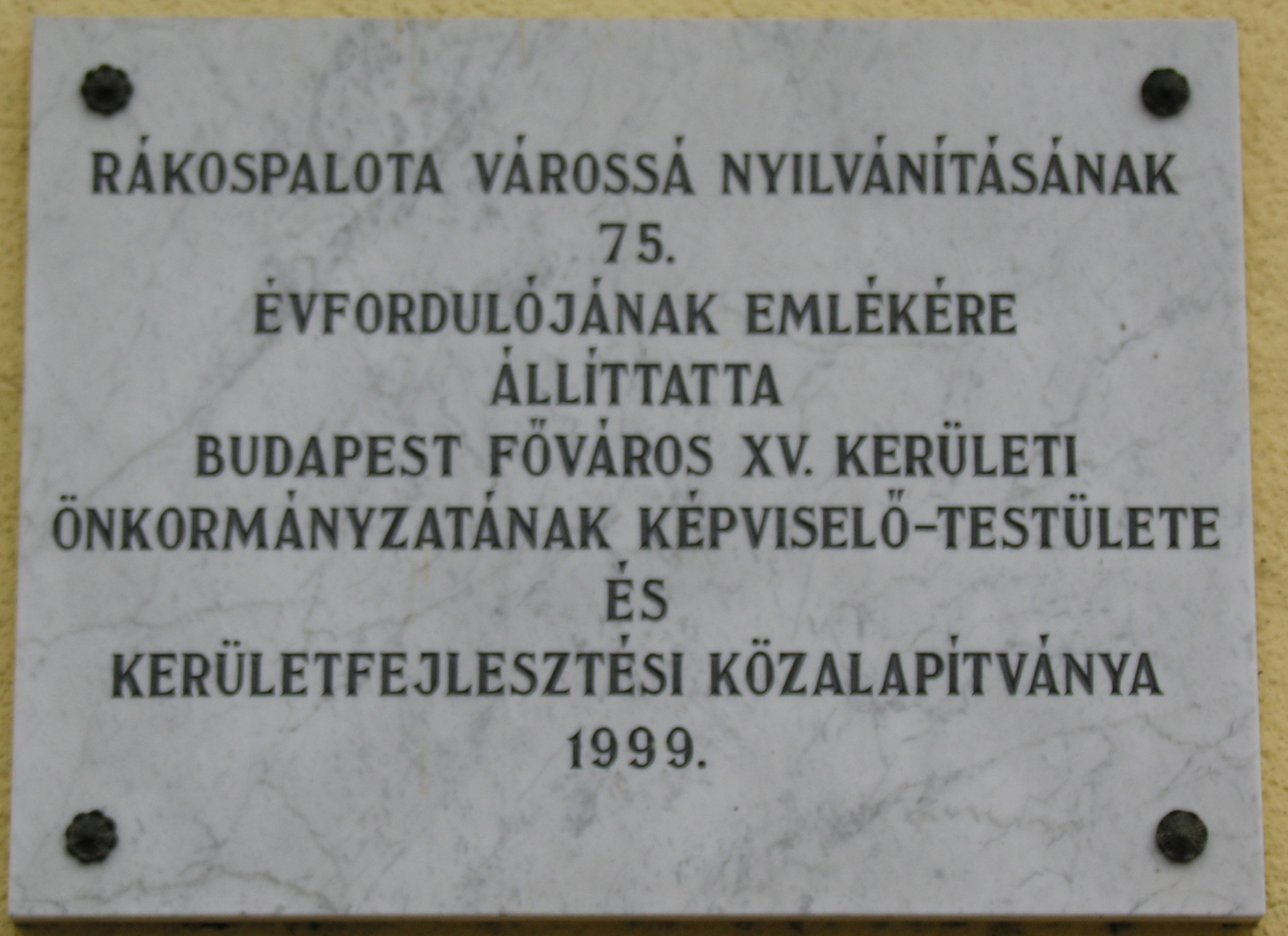
Rákospalota Hubay Jenő tér 1.
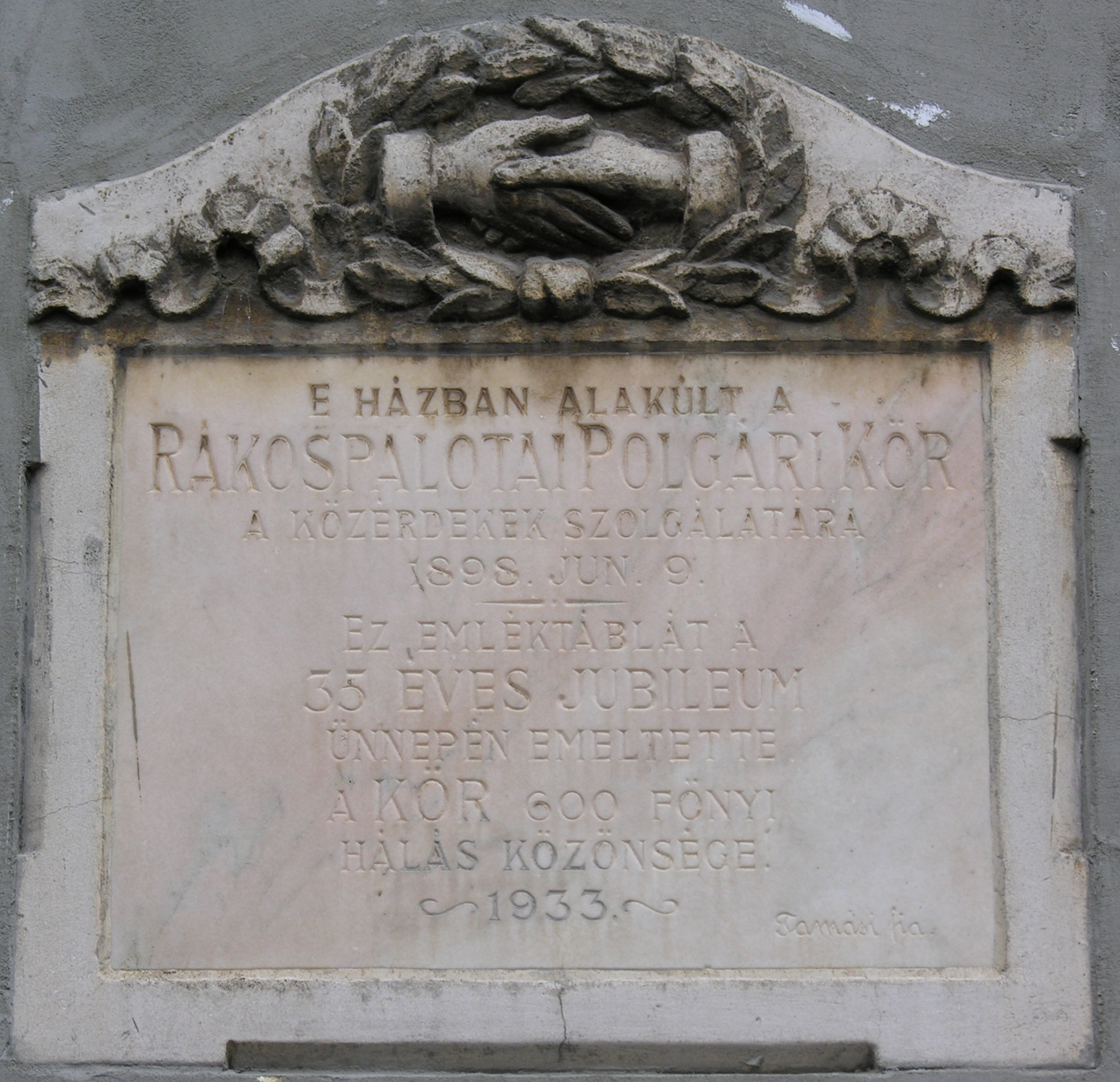
Rákospalotai Polgári Kör Beller Imre utca 81.
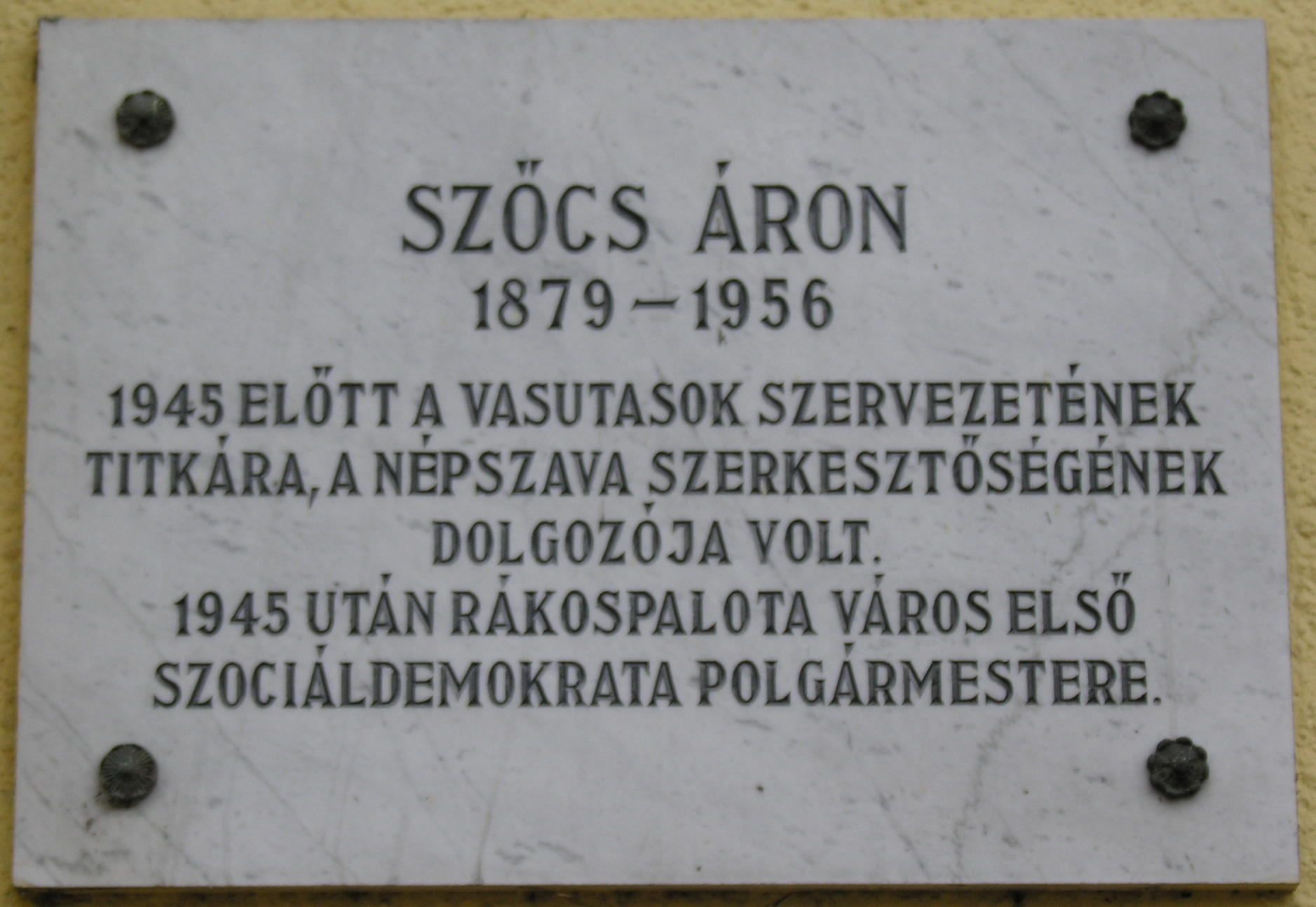
Szőcs Áron Hubay Jenő tér 1.
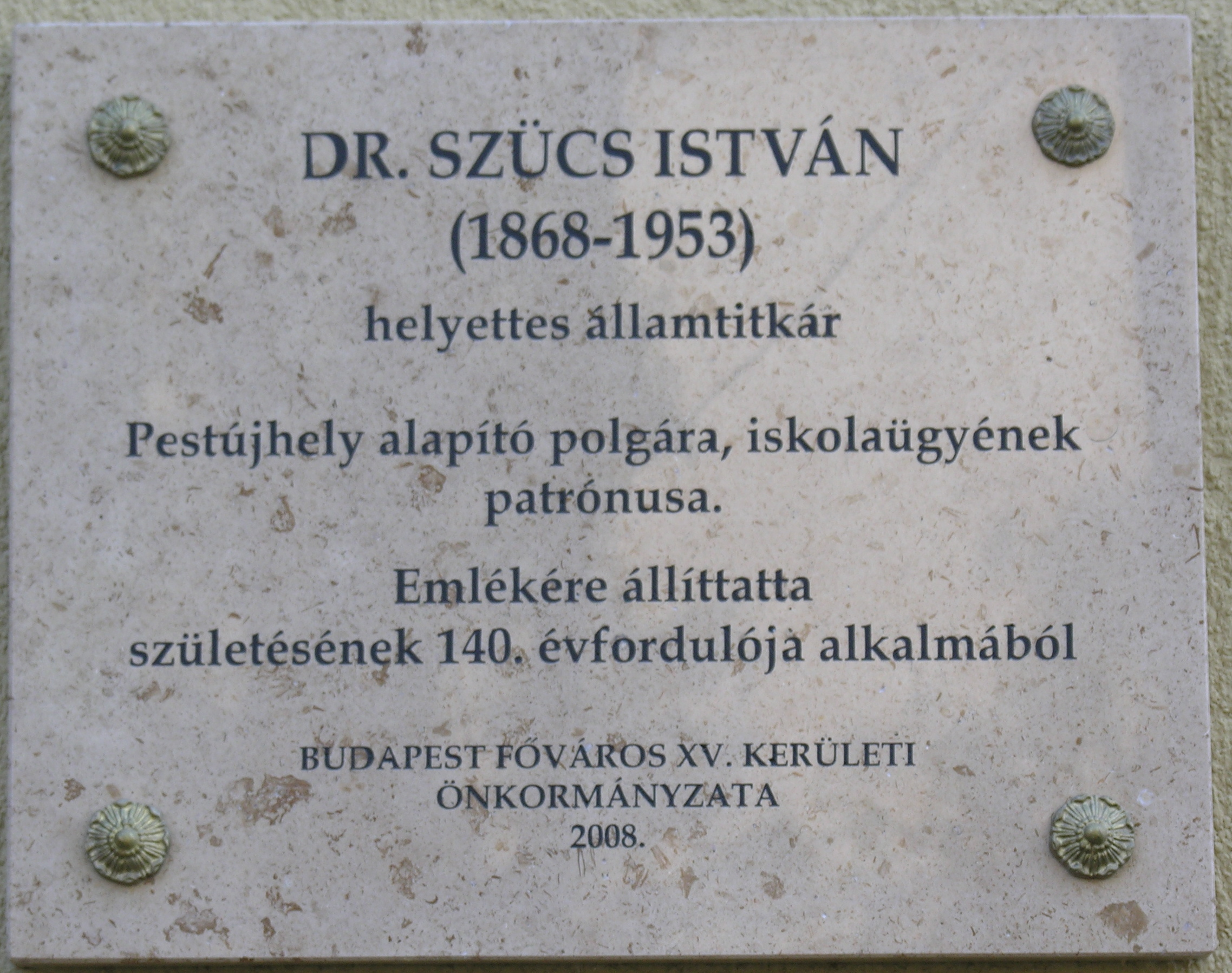
Szücs István Pestújhelyi út 38.
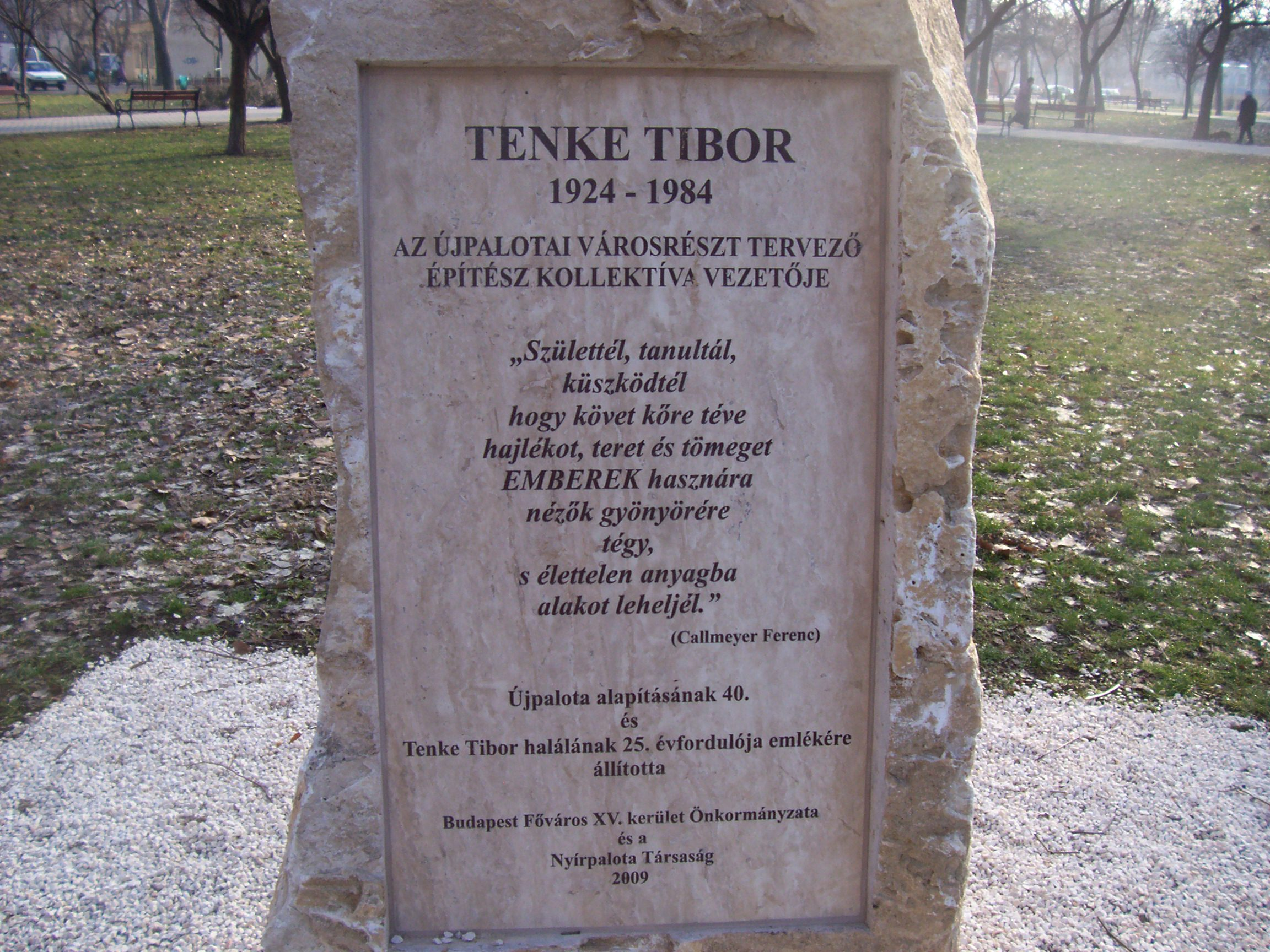
Tenke Tibor Újpalota, Fő tér

## Utcaindex
| Batthyány utca (Bem utca sarok) Harsányi Kálmán (47/a) Kocsis András Beller Imre utca (81.) Rákospalotai Polgári Kör Fő tér (–) Tenke Tibor Hubay Jenő tér (1.) Hubay Jenő, Szőcs Áron, Rákospalota | Kinizsi utca (52.) Nagy József Klebelsberg Kunó utca (43.) Klebelsberg Kunó Őrjáró tér Gerecze Péter Nyírpalota út (33.) Kocsis Zoltán Pestújhelyi út (38.) Bezsilla Nándor, Gerecze Péter, Szücs István Széchenyi tér (8-10.) Budai II László (13.) Czabán Samu |